# Guglielmo Scilla

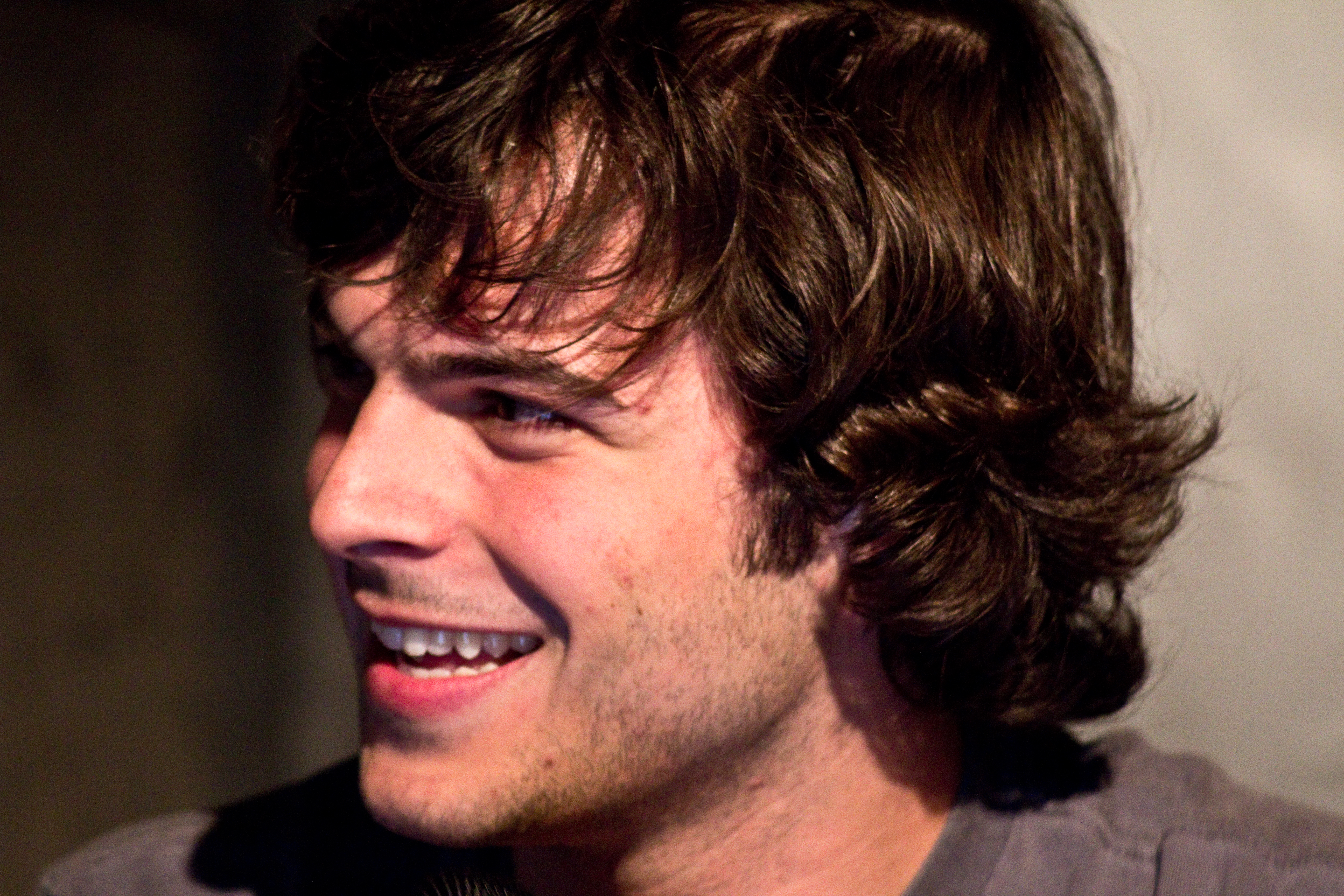
Guglielmo Scilla

Guglielmo Scilla (* 26. November 1987 in Rom) ist ein italienischer Autor, Videoblogger und Schauspieler.
Er wurde populär als Willwoosh mit YouTube.

## Filmografie
- Una canzone per te, von Herbert Simone Paragnani (2010)
- Matrimonio a Parigi, von Claudio Risi (2011)
- 10 regole per fare innamorare, von Cristiano Bortone (2012)

### Fernsehen und Radio
- A tu per Gu, Radio Deejay (2011–2012)
- 30 gradi di separazione, Deejay TV (2012)

## Werke
- 10 regole per fare innamorare mit Alessia Pelonzi (Kowalski editore, 2012)[2]